# Botanophila sanctimarci
Botanophila sanctimarci är en tvåvingeart som först beskrevs av Leander Czerny 1906.  Botanophila sanctimarci ingår i släktet Botanophila och familjen blomsterflugor. Arten är reproducerande i Sverige. Inga underarter finns listade i Catalogue of Life.